# Курицын, Владимир Иванович
Владимир Иванович Курицын (2 января 1933 — 15 июля 1993) — советский хоккеист, защитник.

## Биография
Начинал играть в команде чемпионата РСФСР «Металлург» Электросталь (1950/51). С сезона 1955/56 — в команде класса «А» ДК им. Карла Маркса (Электросталь). В сезоне 1959/60 играл за рижский «Вагоностроитель» (класс «А»). В сезоне 1962/63 — за «Труд» Кирово-Чепецк (чемпионат РСФСР).